# Eutelia ablatrix
Eutelia ablatrix là một loài bướm đêm trong họ Noctuidae.